# Amerikansk grålämmel
Amerikansk grålämmel (Lemmiscus curtatus) är en liten gnagare i underfamiljen sorkar som förekommer i västra Nordamerika. Med sin runda kropp, de korta extremiteterna, de små öronen och den korta svansen påminner arten om lämlar men räknas inte till tribuset Lemmini. Djurets närmaste släkting är stäpplämmeln (Lagurus lagurus) som förekommer i Eurasien.

## Utseende
Kroppslängden ligger mellan 9 och 13 centimeter och därtill kommer en 2 till 3 centimeter lång svans. Vikten varierar mellan 17 och 38 gram. Pälsen är på ovansidan grå och på undersidan silvervit. Djuret skiljer sig från stäpplämmeln genom en något längre svans, litet större öron, avsaknaden av en längsgående strimma på ryggen och differenser i tändernas konstruktion.

## Ekologi
På prärien hittas ofta flera bon tätt intill varandra. De förekommer i stora grupper men bland individerna finns nästan inget socialt beteende. Varje bo har 8 till 30 ingångar och flera tunnlar som strålar samman vid den centrala kammaren. Kammaren har en diameter omkring 25 centimeter och ligger vanligen 45 centimeter under marken. Den polstras med löv och gräs. Bon skapas ofta självständigt men ibland använder arten bon av kindpåsråttor.
Individerna är främst aktiva vid skymningen och gryningen men de kan vara vakna vid andra dagtider. Födan utgörs främst av gröna växtdelar som kompletteras med frön.
Honor kan para sig under alla årstider men i norra delen av utbredningsområdet sker parningen främst mellan mars och början av december. Varje år föder honan flera kullar med upp till 13 ungar per kull (oftast 5). Dräktigheten varar cirka 24 dagar och de nyfödda ungarna är nakna och blinda. De öppnar sina ögon efter 11 dagar och diar sin mor i 21 dagar. Könsmognaden infaller för honor efter 60 dagar samt för hannar efter 60 till 75 dagar.
Djuret har ett stort antal naturliga fiender som ugglor, rovfåglar, ormar, prärievarg, rödlo och nordamerikansk grävling.

## Amerikansk grålämmel och människan
Amerikansk grålämmel undviker människans närhet och betraktas därför inte som skadedjur. Arten hotas av levnadsområdets omvandling till jordbruksmark.